# Lecane flexilis
Lecane flexilis är en hjuldjursart som först beskrevs av Gosse 1886.  Lecane flexilis ingår i släktet Lecane och familjen Lecanidae. Arten är reproducerande i Sverige. Inga underarter finns listade i Catalogue of Life.